# Doubí (zámek)
Zámek Doubí stojí na ostrohu nad řekou Ohře v Doubí, části Karlových Varů. Okolo prochází trasa NS Doubí-Svatošské skály. Od roku 1964 je chráněn jako kulturní památka.

## Historie
Hrad Doubí je poprvé zmiňován v polovině 14. století, přesněji v roce 1369 jako majetek rytíře Frencla z Dubu. V roce 1447 byl dobyt, následně chátral a obnovení se dočkal v 16. století, kdy byl přestavěn na renesanční zámek. V 17. století došlo v okolí k vybudování parku s vyhlídkovou terasou. V letech 1739–1756, kdy byl ve vlastnictví Julia Jindřicha a Josefiny Eleonory Mulcové z Valdova prošel barokní přestavbou, při níž došlo k zabudování kaple z roku 1700 do vnější parkánové hradby. V roce 1865 prošel novorománskou přestavbou a do současné novorenesanční podoby s prvky maurské architektury byl přestavěn v letech 1868–1885. Autorem přestavby byl architekt František Mader. V roce 1945 zde měla Rudá armáda velitelství, poté v budově sídlila řada podniků. Dnes tu má sídlo společnost Karel Holoubek – Trade group, která na počátku 21. století provedla kompletní rekonstrukci.

## Stavební podoba
Hrad byl založen na ostrožně nad Ohří. Jeho středověká podoba je neznámá, není ani jasné, zda měl předhradí. Středověkého původu je zeď vymezující zámecký areál a část zdiva okrouhlé věže či bašty, v níž se nachází novověká kaple. Z hradu snad pochází také dva valeně zaklenuté sklepy, ale ostatní zdivo budov pochází z doby po roce 1841.